# Зулалов, Али Абдул оглы
Али Абдул оглы́ Зула́лов (азерб. Əli Əbdül oğlu Zülalov; 1893—1963) — азербайджанский советский оперный певец (лирический тенор). Заслуженный артист Азербайджанской ССР (1940).

## Биография
Родился в 1893 году в городе Шуша, Шушинский уезд. После смерти отца в 1898 году Али и его младшего брата Гамбара берет на попечение его дядя Абдулбаги Зулалов (Бюльбюльджан).
В 1914 году переезжает в Баку и устраивается на работу в магазине при мануфактуре братьев Велихановых. Впервые опробовал себя в искусстве в 1918 году, дебютировав в опере Узеира Гаджибекова «Аршин мал алан» в роли Гюльчохры. В 1936 году окончил Азербайджанскую государственную консерваторию.
В 1938 году за исполнение роли Моллы Муталлима в опере Абдул-Муслима Магомаева «Наргиз» награждается Орденом «Знак Почета».
В 1940 году Али Зулалову было присвоено звание  Заслуженного артиста Азербайджанской ССР. В 1956 году солист Азербайджанского театра оперы и балета имени М. Ф. Ахундова.
Скончался 10 января 1963 года в Баку.

## Награды и звания
- Заслуженный артист Азербайджанской ССР (1940)
- Орден «Знак Почета» (17.04.1938) — за выдающиеся заслуги в деле развития азербайджанского оперного искусства, азербайджанской музыки, песни и танцев[2]

## Репертуар

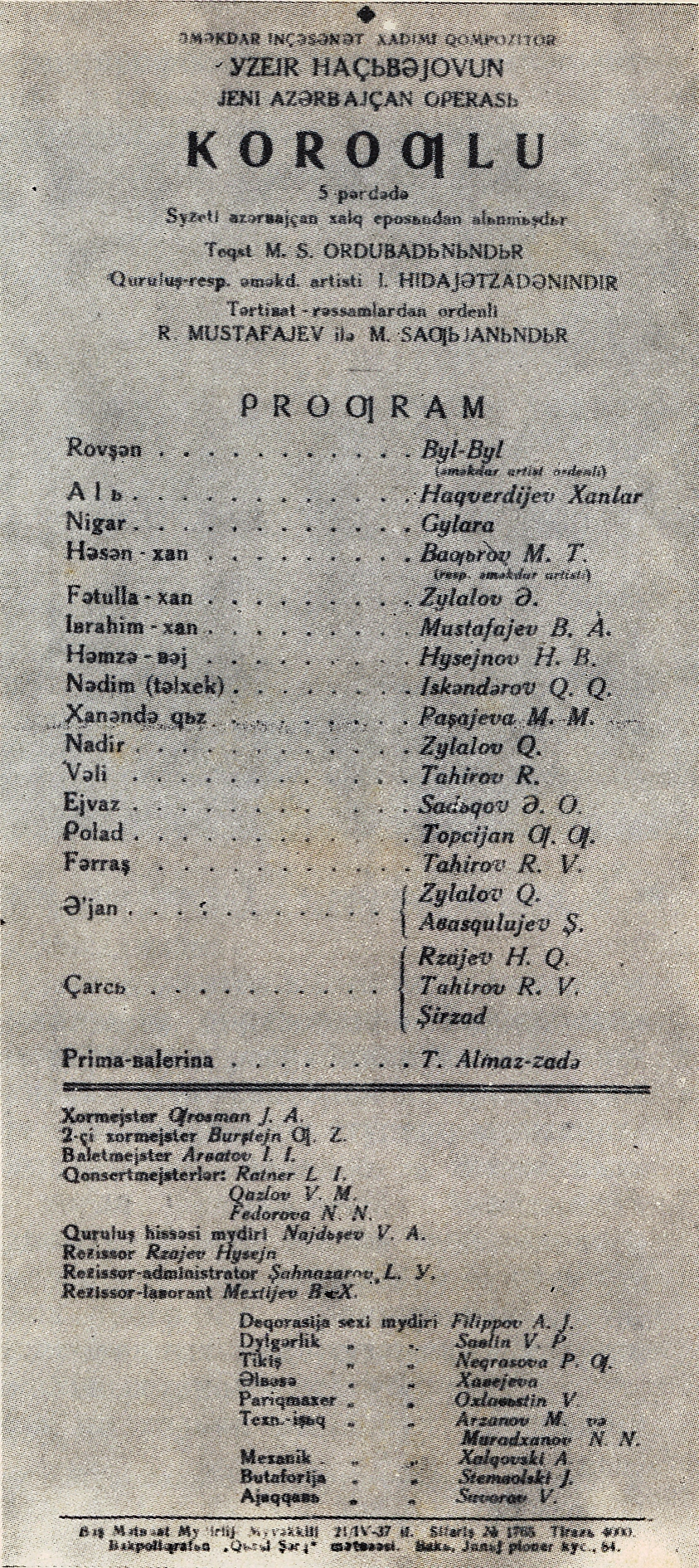
Программа первого спектакля оперы «Кероглы», роль Фатулла хана исполняет Али Зулалов

- 1918 — «Аршин мал алан» У.Гаджибекова — «Гюльчохра», «Сулейман»
- 1938 — «Наргиз» М.Магомаева — «Молла Муталлим»
- «Лейли и Меджнун» У.Гаджибекова — «Отец Лейли», «Зейд»
- «Кёроглы» У.Гаджибекова — «Эхсан паша», «Фатулла хан»
- «Асли и Керем» У.Гаджибекова — «Священник»
- «Ашуг-Гариб» З.Гаджибекова — «Шахвалад»
- «Шах Исмаил» М.Магомаева — «Арабзанги», «Абу-Хамза»